# Kari Immonen
Kari Juhani Immonen, född 27 november 1945 i Kuusankoski, är en finländsk historiker.
Immonen blev filosofie doktor 1987. Han var 1974–1987 assistent i allmän historia vid Åbo universitet, docent i kulturhistoria 1988–1995 (samtidigt lektor 1990–1995) och biträdande professor i kulturhistoria 1995–1998; professor sedan sistnämnda år. Bland hans arbeten märks doktorsavhandlingen Ryssästä saa puhua... (1987), som behandlar bilden av Sovjetunionen i den finländska offentligheten under mellankrigsdecennierna, och verket Suomen Akatemia suomalaisessa tiedepolitiikassa 1970-luvulla (1995), om Finlands Akademi på 1970-talet.